# Skywald Publications

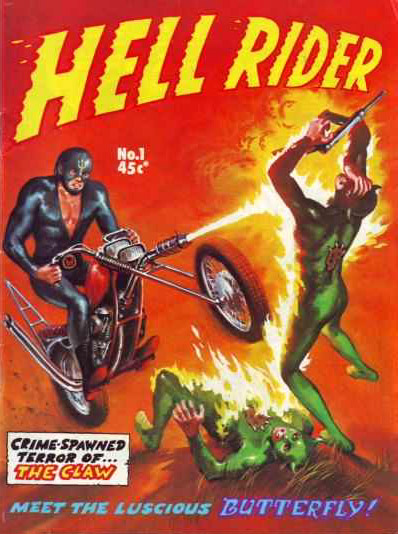
Couverture du magazine Hell Rider

Skywald Publications était une maison d'édition américaine produisant des magazines de bandes dessinées en noir et blanc. Proposant surtout dans un premier temps des magazines d'horreur (Nightmare, Psycho et Scream); elle s'est aussi essayée aux comic books et à d'autres genres de magazines
Le premier titre de Skywald fut Nightmare #1 (décembre 1970). La société dura jusqu'au début de 1975 : Psycho #24 (Mars 1975) fut sa dernière publication. Nightmare connut 23 numéros.

## Création
Le nom de la compagnie est une combinaison de ses deux fondateurs  : l'ex responsable de la production chez Marvel Comics Sol Brodsky ("Sky") et l'entrepreneur Israel Waldman ("wald") qui dans les années 1960 avait créé I. W. Publications (connu aussi sous le nom de Super Comics) et qui publiait des réimpressions non autorisées de comics anciens vendus dans des épiceries ou des magasins de discount,. Skywald était basée à New York.
Brodsky, qui est aussi éditeur, amène Al Hewetson – qui a été brièvement assistant de Stan Lee et auteur indépendant pour les magazines de Warren Publishing. Hewetson devient rapidement éditeur associé et quand Brodsky retourne chez Marvel après quelques mois, Hewetson lui succède comme responsable éditorial.
Parmi les auteurs qui ont travaillé pour Skywald on trouve : T. Casey Brennan, Gerry Conway, Steve Englehart, Gardner Fox, Doug Moench, Dave Sim, Len Wein et Marv Wolfman ; parmi les artistes : Rich Buckler, Gene Day Vince Colletta, Bill Everett, Bruce Jones, Pablo Marcos, Syd Shores, Chic Stone et Tom Sutton. Beaucoup usent d'un pseudonyme car ils travaillent aussi pour Warren. John Byrne publie son premier travail professionnel, une histoire en deux pages écrites par Hewetson, dans Nightmare n°20 d'août 1974.

## Autres magazines
Skywald produit aussi deux numéros du magazine Hell-Rider (août et octobre 1971) dans lequel on trouve un motard sur une moto équipée d'un lance-flamme. Le personnage est créé par Gary Friedrich (qui par la suite créera Ghost Rider) et le dessinateur Ross Andru. Une des histoires secondaire est The Butterfly qui est l'une des premières héroïnes noires écrite par  Friedrich.
La compagnie publie aussi Judy Garland en 1970, un numéro spécial d'hommage qui est un échec .

## Comics
Une collection de comic books fut lancée par Brodsky mais eut une vie très brève. Quasiment tous s'arrêterent après trois numéros sauf le comic de romance. Les titres proposés étaient des Western (Blazing Six-Guns, The Bravados, Butch Cassidy, The Sundance Kid et Wild Western Action), un titre de Romance comics (Tender Love Stories), un titre d'horreur (The Heap) et Jungle Adventures. Ces comics alternaient réimpressions et histoires originales. Parmi les auteurs, en plus de ceux cités plus haut, on trouve Dick Ayers, Mike Friedrich, Jack Katz, John Severin et John Tartaglione.

## Disparition
Skywald disparaît en 1975 probablement à la suite de la multiplication de magazines publiés par Marvel Comics.